# Коджаджик
Коджаджик (на македонска литературна норма: Коџаџик; на албански: Koxhaxhiku; на турски: Kocacık) е село в Северна Македония, в община Вапа (Център Жупа).

## География
Селото е разположено в областта Жупа, в западните склонове на планината Стогово.

## История
В местността Аджи Чорме Мехмети, на около 2 километра северозападно от селото, са открити останки от желязната епоха.
В 1582 година Коджаджик е крепост в Дебърска каза. Жителите на село Янбория в нахията Жупа са  задължени всяка година да доставят 1000 дъски и 50 греди за крепостта Коджаджик.
В XIX век Коджаджик е голямо турско село в Дебърска каза на Османската империя. По произход от Коджаджик е Али Ръза ефенди, бащата на турския политик Мустафа Кемал Ататюрк. В „Етнография на вилаетите Адрианопол, Монастир и Салоника“, издадена в Константинопол в 1878 година и отразяваща статистиката на населението от 1873 година, Коджеджик е посочено като село с 500 домакинства, като жителите му са 865 турци и 218 българи.
Според статистиката на Васил Кънчов („Македония. Етнография и статистика“) в 1900 година Коджаджик има 1250 жители турци. Според него
| „ | Въ Жупа, ако и да има сега само едно село арнаутско, българското население постояно напуща тоя край, защото е притѣснено отъ турцитѣ и торбешитѣ. Отъ Горно и Долно Елевци 25 кѫщи сѫ прѣселени въ Скопие, други въ Битоля и въ скоро врѣме българското население ще изчезне. Българи е имало до прѣди 30—35 год. и въ арнаутското село Баланци и въ турското Коджоджикъ, но сѫ всички избѣгали. | “ |

На Етнографската карта на Битолския вилает на Картографския институт в София от 1901 година Коджаджик е чисто турско село в Дебърската каза на Дебърския санджак с 580 къщи.
Според статистика на вестник „Дебърски глас“ в 1911 година в Коджаджик-Елевци има 19 български екзархийски и 120 турски къщи.
В 1915 година, по време на Първата световна война, селото е анексирано от Царство България. Към 1 март 1916 година Свѣтоградъ (Коджаджикъ) е част от Светоградската община на българската Дебърска околия.
На етническата си карта на Северозападна Македония в 1929 година Афанасий Селишчев отбелязва Коджаджик като смесено българо-турско село.
Според преброяването от 2002 година селото има 275 жители турци.